# كيبوليتي
كيبوليتي (بالإسبانية: Cipolletti)‏ هي منطقة سكنية تقع في الأرجنتين في General Roca Department. يقدر عدد سكانها بـ 79,097 نسمة ومساحتها 52,547.8 كم2 وترتفع عن سطح البحر 165 متر.

## المناخ
يظهر الجدول التالي التغييرات المناخية على مدار السنة لكيبوليتي:
| البيانات المناخية لـكيبوليتي                                                                         | البيانات المناخية لـكيبوليتي | البيانات المناخية لـكيبوليتي | البيانات المناخية لـكيبوليتي | البيانات المناخية لـكيبوليتي | البيانات المناخية لـكيبوليتي | البيانات المناخية لـكيبوليتي | البيانات المناخية لـكيبوليتي | البيانات المناخية لـكيبوليتي | البيانات المناخية لـكيبوليتي | البيانات المناخية لـكيبوليتي | البيانات المناخية لـكيبوليتي | البيانات المناخية لـكيبوليتي | البيانات المناخية لـكيبوليتي |
| الشهر                                                                                                | يناير                        | فبراير                       | مارس                         | أبريل                        | مايو                         | يونيو                        | يوليو                        | أغسطس                        | سبتمبر                       | أكتوبر                       | نوفمبر                       | ديسمبر                       | المعدل السنوي                |
| --- | ---------------------------- | ---------------------------- | ---------------------------- | ---------------------------- | ---------------------------- | ---------------------------- | ---------------------------- | ---------------------------- | ---------------------------- | ---------------------------- | ---------------------------- | ---------------------------- | ---------------------------- |
| الدرجة القصوى °م (°ف)                                                                                | 43.0 (109.4)                 | 42.0 (107.6)                 | 38.7 (101.7)                 | 34.1 (93.4)                  | 29.8 (85.6)                  | 28.5 (83.3)                  | 25.8 (78.4)                  | 31.5 (88.7)                  | 33.7 (92.7)                  | 36.7 (98.1)                  | 40.4 (104.7)                 | 40.7 (105.3)                 | 42.0 (107.6)                 |
| متوسط درجة الحرارة الكبرى °م (°ف)                                                                    | 29.8 (85.6)                  | 29.0 (84.2)                  | 25.5 (77.9)                  | 20.9 (69.6)                  | 16.0 (60.8)                  | 12.5 (54.5)                  | 12.3 (54.1)                  | 14.9 (58.8)                  | 18.0 (64.4)                  | 22.0 (71.6)                  | 25.9 (78.6)                  | 28.5 (83.3)                  | 21.3 (70.3)                  |
| المتوسط اليومي °م (°ف)                                                                               | 21.9 (71.4)                  | 21.1 (70.0)                  | 17.7 (63.9)                  | 13.1 (55.6)                  | 9.3 (48.7)                   | 6.2 (43.2)                   | 6.0 (42.8)                   | 8.1 (46.6)                   | 11.3 (52.3)                  | 15.0 (59.0)                  | 18.8 (65.8)                  | 21.2 (70.2)                  | 14.1 (57.4)                  |
| متوسط درجة الحرارة الصغرى °م (°ف)                                                                    | 15.4 (59.7)                  | 14.2 (57.6)                  | 11.2 (52.2)                  | 6.9 (44.4)                   | 4.0 (39.2)                   | 1.2 (34.2)                   | 0.9 (33.6)                   | 2.4 (36.3)                   | 5.3 (41.5)                   | 8.5 (47.3)                   | 11.9 (53.4)                  | 14.2 (57.6)                  | 8.0 (46.4)                   |
| أدنى درجة حرارة °م (°ف)                                                                              | −0.1 (31.8)                  | 0.6 (33.1)                   | −4.5 (23.9)                  | −7.0 (19.4)                  | −11.2 (11.8)                 | −11.3 (11.7)                 | −13.6 (7.5)                  | −10.9 (12.4)                 | −9.1 (15.6)                  | −4.4 (24.1)                  | −1.7 (28.9)                  | −0.7 (30.7)                  | −13.6 (7.5)                  |
| الهطول مم (إنش)                                                                                      | 14.6 (0.57)                  | 14.4 (0.57)                  | 25.9 (1.02)                  | 16.3 (0.64)                  | 17.5 (0.69)                  | 16.6 (0.65)                  | 15.3 (0.60)                  | 11.7 (0.46)                  | 16.1 (0.63)                  | 36.7 (1.44)                  | 13.2 (0.52)                  | 15.4 (0.61)                  | 213.7 (8.41)                 |
| متوسط الرطوبة النسبية (%)                                                                            | 43.8                         | 49.8                         | 58.0                         | 65.0                         | 69.5                         | 71.5                         | 68.8                         | 58.7                         | 52.8                         | 50.3                         | 45.7                         | 43.0                         | 56.4                         |
| ساعات سطوع الشمس الشهرية                                                                             | 372                          | 279                          | 240                          | 196                          | 148                          | 114                          | 141                          | 172                          | 204                          | 237                          | 273                          | 325                          | 2٬661                        |
| نسبة وصول أشعة الشمس                                                                                 | 75                           | 73                           | 63                           | 59                           | 47                           | 40                           | 47                           | 52                           | 57                           | 58                           | 64                           | 71                           | 60                           |
| المصدر #1: Secretaria de Mineria (normals and extremes from 1901–1990)                               |                              |                              |                              |                              |                              |                              |                              |                              |                              |                              |                              |                              |                              |
| المصدر #2: Oficina de Riesgo Agropecuario (record highs and lows), منظمة الأغذية والزراعة (sun only) |                              |                              |                              |                              |                              |                              |                              |                              |                              |                              |                              |                              |                              |

## أعلام
- خورخي سيباستيان هيلاند
- ألكسيس أسبرتسا
- ماتياس أوربانو